# Campeonato de Segunda División 1902 (Argentina)
El Campeonato de Segunda División 1902 fue el cuarto campeonato de la segunda categoría del fútbol argentino, antecesor de la actual Primera B (hoy en el tercer nivel). Fue organizado por la Argentine Association Football League, y disputado por 9 equipos.
En la final del torneo, la reserva de Belgrano AC venció a Estudiantes y se consagró campeón, aunque no ascendió a la máxima categoría, ya que por aquella época no existía un sistema de ascensos y descensos, y los clubes elegían en qué división jugar, llegando a tener equipos en más de una categoría distinta.
Se desconocen los resultados y algunas de las posiciones finales de los equipos una vez culminado el certamen.

## Incorporaciones
| Incorporados a la Primera División 1902 |
| --------------------------------------- |
| Barracas                                |

| Incorporados de la Primera División 1901 |
| ---------------------------------------- |
| No hubo                                  |

| Incorporados de la Tercera División 1901 |
| ---------------------------------------- |
| No hubo                                  |

| Incorporados a la Tercera División 1902 |
| --------------------------------------- |
| Banfield                                |

| Afiliados            |
| -------------------- |
| Argentino de Lomas   |
| Argentino de Quilmes |
| Barracas II          |
| Estudiantes II       |
| Ferrocarril Pacífico |
| Flores Ath.          |
| Nacional (R)         |
| Tigre Ath.           |

| Desafiliados |
| ------------ |
| No hubo      |

## Equipos participantes
| Equipo               | Ciudad          |
| -------------------- | --------------- |
| Alumni II            | Buenos Aires    |
| Argentino de Lomas   | Lomas de Zamora |
| Argentino de Quilmes | Quilmes         |
| Barracas II          | Buenos Aires    |
| Belgrano II          | Buenos Aires    |
| Colón                | Dock Sud        |
| Estudiantes          | Buenos Aires    |
| Estudiantes II       | Buenos Aires    |
| Ferrocarril Pacífico | Tres de Febrero |
| Flores               | Buenos Aires    |
| Lomas Academy        | Lomas de Zamora |
| Nacional             | Buenos Aires    |
| Porteño              | Buenos Aires    |
| San Martín           | San Martín      |
| Tigre                | Victoria        |

## Sistema de disputa
Los equipos fueron divididos en dos zonas de 7 y 8 equipos, donde en cada una se enfrentaron bajo el sistema de todos contra todos a 2 ruedas. Los dos primeros de cada zona pasaron a semifinales. Los 2 vencedores de las mismas, se enfrentaron en la final por el campeonato.

## Fase de zonas

### Zona 1
| Equipo               |
| Alumni (II)          |
| Estudiantes          |
| -------------------- |
| Argentino de Lomas   |
| Ferrocarril Pacífico |
| Porteño              |
| San Martín Ath.      |
| Tigre Ath.           |

|  | Clasificado a la Semifinales. |

### Zona 2
| Equipo               |
| Barracas (II)        |
| Belgrano (II)        |
| -------------------- |
| Argentino de Quilmes |
| Colón Ath.           |
| Estudiantes (II)     |
| Flores Ath.          |
| Lomas Academy        |
| Nacional (R)         |

|  | Clasificado a la Semifinales. |

## Fase final

### Semifinales
La zona 1 fue ganada por Alumni II quien fue derrotado por Belgrano AC II (segundo de la Zona 2) en la primera semifinal.
La zona 2 fue ganada por Barracas AC II y en la semifinal venció a Estudiantes de Buenos Aires (segundo en la zona 1).

### Final
| Ronda 1     |           |             |                 |
| Local       | Resultado | Visitante   | Lugar           |
| Belgrano II | 3 - 2     | Barracas II | Lomas de Zamora |